# Berizkî-Cecelnîțki, Cecelnîk
Berizkî-Cecelnîțki (în ucraineană Берізки-Чечельницькі) este o comună în raionul Cecelnîk, regiunea Vinnița, Ucraina, formată numai din satul de reședință.

## Demografie
Componența lingvistică a satului Berizkî-Cecelnîțki
     Ucraineană (99,09%)
     Alte limbi (0,7%)
Conform recensământului din 2001, majoritatea populației satului Berizkî-Cecelnîțki era vorbitoare de ucraineană (99,09%), existând în minoritate și vorbitori de alte limbi.